# Dan Burton
Dan Burton, właśc. Danny Lee Burton (ur. 21 czerwca 1938) – amerykański polityk, członek Partii Republikańskiej. W latach 1983–2013 był przedstawicielem stanu Indiana w Izbie Reprezentantów Stanów Zjednoczonych, najpierw z szóstego, a od roku 2003 z piątego okręgu wyborczego.